# 塞貝克係數
材料的塞贝克系数（也称为热电势、 热电势和热电灵敏度）是在塞贝克效应中，单位温差所产生电压大小的测量。 塞贝克系数的 SI 单位是伏特每开尔文(V/K)，  但更常见的单位是微伏每开尔文 (μV/K)。
利用热电效应制成的是热电发电装置和热电冷却装置，需要以提高材料的塞贝克系数来提高性能。
从物理上讲，塞贝克系数的大小和符号可以理解为材料中电流携带的每单位电荷的熵。它可能是正的或负的。对导体中独立移动的自由电荷载流子，塞贝克系数对于带负电的载流子（例如电子）为负，对于带正电的载流子（例如电子空穴）为正。
根据“ 唐-崔瑟豪斯第二原理”，塞贝克系数除了测量热电性能外，还可以用来探测和设计半导体中电子输运的能量敏感度和散射机制。  麻省理工学院的唐爽和崔瑟豪斯夫人指出，塞贝克系数的最大值可由载流子输运对能量的敏感度单调决定，因此可以用来探测半导体材料和设备中电子的散射机制。    

## 定义
定义塞贝克系数的一种方法是当对材料施加温度梯度时，以及当材料达到电流密度处处为零的稳定状态时，建立的电压。如果材料两端的温差ΔT较小，则材料的塞贝克系数定义为：
{\displaystyle S=-{\Delta V \over \Delta T}}
其中 Δ V是两端的热电电压。 
塞贝克效应表示的电压偏移无法直接测量，因为由于测量引线中的温度梯度和塞贝克效应，测量的电压（通过连接电压表）包含额外的电压贡献。电压表电压始终取决于所涉及的各种材料之间的相对塞贝克系数。
技术上，塞贝克系数是根据温度梯度驱动的电流部分来定义的，如矢量微分方程中所示
{\displaystyle \mathbf {J} =-\sigma {\boldsymbol {\nabla }}V-\sigma S{\boldsymbol {\nabla }}T}
此处，{\displaystyle \scriptstyle \mathbf {J} }是电流密度， {\displaystyle \scriptstyle \sigma }是电导率， {\displaystyle \scriptstyle {\boldsymbol {\nabla }}V}是电压梯度，并且{\displaystyle \scriptstyle {\boldsymbol {\nabla }}T}是温度梯度。上述零电流、稳态特殊情况有{\displaystyle \scriptstyle \mathbf {J} =0} ，这意味着两个电导率项已抵消，因此{\displaystyle {\boldsymbol {\nabla }}V=-S{\boldsymbol {\nabla }}T.}

### 正负号习惯
该符号在以下表达式中明确表示：
{\displaystyle S=-{\frac {V_{\rm {left}}-V_{\rm {right}}}{T_{\rm {left}}-T_{\rm {right}}}}}
因此，如果S为正，则温度较高的一端电压较低，反之亦然。材料中的电压梯度将与温度梯度相反。
塞贝克效应通常主要由电荷载流子扩散的贡献决定，电荷载流子扩散往往会将电荷载流子推向材料的冷侧，直到建立补偿电压。因此，在p 型半导体， S为正，在n 型半导体（仅具有负移动电荷，电子）中， S为负。然而，在大多数导体中，电荷载流子表现出类空穴和类电子行为，并且S的符号通常取决于它们中的哪一个占主导地位。

## 测量
实际上，绝对塞贝克系数很难直接测量，因为通过电压表测量的热电电路的电压输出仅取决于n-型和p-型半导体间塞贝克系数的差异。这是因为连接到电压表的电极必须放置在材料上才能测量热电电压。然后，温度梯度通常还会在测量电极的一端感应出热电电压。这种两种材料的排列通常称为热电偶。
测得的塞贝克系数是n-型和p-型半导体两极的贡献，可以写为：
{\displaystyle S_{AB}=S_{B}-S_{A}={\Delta V_{B} \over \Delta T}-{\Delta V_{A} \over \Delta T}}